# Maciek Pysz
Maciek Pysz (né le 6 septembre 1982 à Rybnik, Pologne) est un musicien de jazz, guitariste et compositeur. Il est connu pour son phrasé clair et lyrique, sa virtuosité et ses compositions imaginative et cinématographiques inspirées tant par les gens que les lieux et les expériences,,.

## Carrière
Maciek Pysz est un musicien autodidacte qui joue de la guitare depuis l'âge de 11 ans. Pysz joue de la guitare acoustique et classique pendant que ses influences proviennent de tango, flamenco, latino, jazz, musique brésilienne et classique. Ses compositions sont connues pour leur lyrisme, l'imagination et le sens de la mélodie,. Il s’installe à Londres en 2003, établit son premier projet - le Maciek Pysz Trio en 2008 et il enregistre son premier EP Discoveries la même année. Ensuite il se lance dans plusieurs tournées et des collaborations comme celle en quatuor avec  l'accordéoniste / pianiste Maurizio Minardi et joueur d'harmonica Patrick Bettison. En 2010 il apparait dans la télévision nationale polonaise et fonde un trio avec le batteur Asaf Sirkis et le bassiste Yuri Goloubev. L’année suivante il performe lors de Blue Note Jazz Club en Pologne en 2011. En 2012, il est récipiendaire de UK's Jazz Services Recording Support Scheme (financé par the UK Arts Council).
En février 2013, Pysz enregistre son premier album Insight avec son propre trio et sous la supervision de l'ingénieur du son renommée Stefano Amerio de ECM Records dans Artesuono Studio à Udine, en Italie. L'album sort en mai 2013 publié par 33 Jazz Records. Le critique Stephen Graham écrit à cette occasion que « [c’est] un album qui annonce une nouvelle présence importante sur la scène de la guitare Jazz » et qu’« il y a une réelle musicalité notamment dans la qualité du solo de guitare dans Moody Leaf. Même Pat Metheny serait fier de ce morceau ». Ian Mann, quant à lui, estime que « l'écriture très mélodique et bien délimitée de Pysz ensemble avec son style de jeu tranquille compose un album très satisfaisant et souvent très beau ». Les morceaux de l'album sont ensuite diffusés à plusieurs reprises sur Polskie Radio, sur Jazz FM (Royaume-Uni) et pendant BBC Radio 3 Jazz Record Requests. En 2013 Pysz joue à London Jazz Festival.
De plus, depuis 2009, Pysz est le membre du groupe de chanteur-compositeur somalien Aar Maanta. En 2014, il joue de la guitare pour la chanson Deeqa de Aar Maanta.
Également en 2014, Pysz reçoit un financement de UK's Jazz Services National Touring Support Scheme. Les fonds permettent à son trio de finir la tournée promotionnelle dans le Royaume-Uni au printemps 2014, y compris un concert au Pizza Express Jazz Club de Londres avec  le gagnant de prix Grammy, le saxophoniste britannique Tim Garland. Le critique Peter Bacon de Birmingham Post écrit « leur album, appelé Insight et publié l'an dernier prouve que Pysz est un musicien exceptionnellement composite et accompli aussi bien pour la guitare acoustique que classique ».
Au début de 2014, Pysz enregistre un nouvel album, en collaboration avec le guitariste italien Gianluca Corona. L'album, London Stories a été sorti en 2017 sur 33 Jazz Records. Il participe également  avec le bassiste Janek Gwizdała et la chanteuse Baisa Trzetrzelewska dans l’album If I was to describe you de la chanteuse polonaise Monika Lidke, publié mi-2014.
À la fin de décembre 2014, il a enregistré son deuxième album,  A Journey  avec Yuri Goloubev, Asaf Sirkis et Daniele di Bonaventura chez Artesuono Studio. Il a été publié dans le monde entier en octobre 2015 sur Dot Time Records. Il a reçu un financement pour sa tournée de lancement d'album en novembre 2015 du Royaume-Uni à partir de Arts Council England. La tournée du Royaume-Uni à 19 dates a reçu des avis favorables. D'une performance à Newcastle, le critique Lance Liddle a écrit:  «Du début, il était évident que ce serait quelque chose de spécial... Pysz a fait entendre le public.» Sebastian Scotney de London Jazz News a assisté au lancement de l'album à The Forge, Londres et a écrit: «de plus en plus Pysz trouve ses propres couleurs harmoniques descriptives et est avec les bons collègues pour les explorer Plus loin. "
Le 23 février 2016, Pysz apparut au Pizza Express Jazz Club de Londres avec son Quartet. Le critique de London Review d'Europe centrale et orientale a écrit: «Le génie du quatuor comprenait la réalisation de sons à la fois superposés et approfondis avec les efforts et les compétences de seulement quatre instruments ou, à des moments fréquents, encore moins.»  À la fin de 2016, Pysz forma un duo avec le pianiste britannique Ivo Neame. Ian Mann a décrit sa première performance à The Arena Wolverhampton comme «Une excellente projection de Neame et Pysz, et je suis certain que leur rapport déjà impressionnant continuera à se développer.»  Depuis 2014, Pysz a été membre de Sur Amar Pysz Inwardness [anciennement One Million Faces], un groupe jouant de la musique improvisée et basé dans le sud de la France. L'une de leurs performances à Biot, en France, un critique a déclaré: «One Million Faces offre une musique étonnante, ouverte, à la fois avant-gardiste et très accessible...». Le groupe a fait ses débuts au Royaume-Uni au Manchester Jazz Festival 2017 et l'évaluateur de London Jazz News a écrit «Trois pièces inscriptibles et immersives, à travers une heure complète... Les improvisations de ce trio évoluent de manière organique et patiente, leur portée émotionnelle potentiellement assez puissante...» ". Et Jazzwise a fait l'éloge de ses «poèmes subtilement dynamiques et ambiantes».

## Instruments
Pysz joue principalement de la guitare acoustique et flamenco / classique avec de différents modèles de guitare Godin. Alors que sa guitare préférée reste un Godin Grand Concert SA, il joue également de la guitare acoustique Tanglewood aux cordes d'acier mais aussi de la guitare électrique.

## Style
La plupart du temps Pysz joue avec un plectre et a son propre style de picking, il joue énormément sur les variations du rythme, et il utilise aussi un guitare fingerstyle qui altère souvent au sein de même morceau. Son style est doux, propre, mélodique et très émotif. Le critique Jack Massarik le décrit dans Jazzwise comme  « une musique mélodique jouée avec beaucoup de sensibilité et de conviction dans son style, qui emprunte plus au folk et à la musique contemporaine classique qu’au jazz… ».
Bruce Lindsay dans All About Jazz écrit « Pysz promeut  le son acoustique clair, le travail des doigts délicat mais précis et des mélodies fluides. Sur une grande partie de l'album Pysz superpose la guitare solo et la guitare rythmique, en créant ainsi des sons plus amples et plus riches. Those Days est un morceau d'ouverture par excellence:  ses lignes principales sont énergiques et optimistes, son rythme plein tons ».

## Insight
Insight est le premier album publié en mai 2013 par 33 Jazz Records. Tous les titres sont composés par Pysz sauf le numéro 3 qui est fait en collaboration avec Gianluca Corona.
Personnel
- Maciek Pysz - guitare acoustique et classique
- Yuri Goloubev - bass
- Asaf Sirkis - batterie et percussion

Avis
- Le critique Stephen Graham proclame « un album qui annonce une nouvelle présence importante sur la scène de la guitare jazz »[8].
- Peter Bacon écrit dans The Jazz Breakfast : « Maciek Pysz joue lui-même de la guitare acoustique et classique, mais la qualité d'enregistrement est si riche et si variée dans les sons qu’il réussit à nous convaincre de croire qui l'électricité a du être impliquée dans ce procès »[9].
- Dans London Jazz News, Al Ryan écrit « il y a une intuition ou un accord commun entre les musiciens pour rassembler dans le jazz certaines des idées musicales les plus fraîches avec des influences musicales de monde entier. Ce CD est un aboutissement de trois ans de jeu et de tournées, la vibration et la connexion sont omniprésente dans cette musique »[19].
- Ian Mann écrit « l'écriture très mélodique et bien délimitée de Pysz ensemble avec son style de jeu tranquille compose un album très satisfaisant et souvent très beau »[5].
- Jack Massarik dans Jazzwise constate que « [c’est une] musique mélodique jouée avec beaucoup de sensibilité et de conviction dans son style qui emprunte plus au folk et à la musique contemporaine classique qu’au jazz… »[20].
- Adam Baruch fait l’éloge de la qualité du son de l'album, affirmant qu'il est d’« une ambiance sonore étonnante"[21].

## A Journey
A Journey (album) a été publié en octobre 2015 sur Dot Time Records. Toutes les pistes sont composées par Pysz, à l'exception de la piste 6 qui a été composée par Ralph Towner et la piste 11 composée conjointement par Maciek Pysz et Gianluca Corona.
Personnel
- Maciek Pysz - guitare acoustique et classique
- Daniele di Bonaventura - bandoneon et piano
- Yuri Goloubev - bass
- Asaf Sirkis - batterie et percussion

Avis
A Journey  a été donné 4 étoiles Recommandé par Stephen Graham. «Il y a une humanité délicate dans l'atmosphère, parfois touchant le territoire de Pat Metheny en exploitant habilement des lignes mélodiques acoustiques complexes, soutenues par un sentiment d'harmonie très chargé d'émotion, mais déprimant.»  Ian Mann a déclaré: «Pysz est un virtuose tranquille qui s'est développé en l'un des guitaristes les plus distinctifs autour.»  Dans London Jazz News, Adrian Pallant a écrit «l'équilibre croissant du son et de l'espace dans cet enregistrement est impeccable. Tout au long de cela, c'est formidable d'être témoin du développement de la personnalité musicale de Maciek Pysz.»  Adam Baruch a écrit: "Il ne fait aucun doute que c'est un album étonnant, plein de beauté musicale, de plaisir esthétique et de musique extraordinaire, un album qui n'a que très peu d'égaux parmi les nombreux D'autres albums sortis à l'échelle mondiale. "

## London Stories
London Stories  a été publié en mai 2017 sur 33 Jazz Records
Personnel
- Maciek Pysz - guitare acoustique et classique
- Gianluca Corona - guitare classique

Avis
 London Stories  a été décerné 5 étoiles par Lance Liddle qui a écrit "Il n'y aura pas grand-chose, s'il y a lieu, de meilleurs albums de guitare de chaque côté de l'Atlantique cette année". ***** 

## Discographie
En tant que leader ou en solo
- 2019: A View (Caligola Records) Maciek Pysz guitare solo
- 2018: Space Jazz Inwardness (Ozella Music) avec Davy Sur et David Amar
- 2017: Coming Home (Caligola Records) duo avec Daniele di Bonaventura
- 2017: London Stories (33 Jazz Records|33 Jazz) duo avec Gianluca Corona
- 2015: A Journey (Dot Time) avec Maciek Pysz Quartet feat. Daniele di Bonaventura
- 2013 : Insight (33 Jazz Records) avec Maciek Pysz Trio

Sideman / guest
- 2019: David Barrows (Hounds Of Renown Records) - The Species That Knew Too Much
- 2017: Julian Costello Quartet (33 Jazz Records) - Transitions
- 2017: Monika Lidke (Dot Time) - Gdyby Kazdy Z Nas...
- 2014: D Rom collective (La Note Bleue Productions) - L'énergie en mouvement - Live à La Note Bleue
- 2014: Monika Lidke (33 Jazz Records / Polskie Radio) - If I was to Describe You

## Source
- (en) Cet article est partiellement ou en totalité issu de l’article de Wikipédia en anglais intitulé « Maciek Pysz » (voir la liste des auteurs).